# Peter Crouch
Peter James Crouch (Macclesfield, Inglaterra, 30 de enero de 1981) es un exfutbolista británico que jugaba de delantero centro. Su último equipo fue el Burnley Football Club de la Premier League. 
En Liverpool, Crouch tuvo un éxito considerable, ganando la FA Community Shield y FA Cup en 2006 y también una medalla de subcampeón en la Liga de Campeones de la UEFA. Después de anotar 102 goles en tres temporadas en el equipo de Anfield, el Portsmouth le volvió a fichar por £ 11 millones y forjó una asociación efectiva con el también jugador de Inglaterra Jermain Defoe. Pasó sólo una temporada en el Aston Villa y se fue al Tottenham Hotspur donde estuvo nuevamente vinculado con Defoe y Harry Redknapp. Anotó un gol vital para el Tottenham contra el Manchester City, donde el club ganó un lugar en la UEFA Champions League. Anotó siete goles en diez partidos europeos para los Spurs en la temporada 2010-2011, pero fue incapaz de replicar esta forma en la Premier League. Se unió al Stoke City el 31 de agosto de 2011 por una cifra de £ 10 millones. En su primera temporada con el Stoke anotó 14 goles y ganó el premio al Jugador del Año con el Stoke City. Anotó ocho goles en la temporada 2012-2013.
Participó 42 veces con el equipo nacional de Inglaterra entre 2005 y 2010, anotando 22 goles para su país, y jugando en dos Copas del Mundo.

## Primeros años
Crouch nació en Macclesfield, Cheshire, pero su familia se trasladó a Singapur cuando tenía un año de edad. Se produjo cuando su padre, Bruce, originario de Fulham tomó una oferta de trabajo para trabajar en una agencia de publicidad de Singapur. La familia Crouch pasó tres años viviendo en el Lejano Oriente y se trasladó de nuevo a Inglaterra después de que Bruce rechazara la oportunidad de trabajar en Australia. Luego pasó un tiempo viviendo en un YMCA en Tottenham antes de establecerse en Harrow on the Hill. Crouch asistió Roxeth Primaria y North Ealing y empezó a jugar al fútbol con Northolt Hotspurs Luego fue invitado a unirse al Brentford. Se unió a Queens Park Rangers en el verano de 1994. No se quedó en el QPR por mucho tiempo ya que en noviembre de 1994 el cuerpo técnico, Loftus Road se trasladó a Tottenham Hotspur incluyendo el director del equipo juvenil Des Bulpin que se ofreció Crouch un contrato en los Spurs.
Su familia era hincha del Chelsea, él se convirtió en un recogepelotas en Stamford Bridge a la edad de diez años.

## Trayectoria
Peter Crouch surgió de las categorías inferiores del Tottenham Hotspur Football Club, nunca llegó a jugar en el primer equipo y fue cedido a varios clubes hasta que el 28 de julio de 2000 fue vendido al Queens Park Rangers Football Club por una suma total de 60 000 libras esterlinas. En el equipo londinense hizo una buena temporada anotando 10 goles en 42 partidos dando la gran sorpresa, aun así no pudo evitar que su equipo descendiera, él y muchos de sus compañeros fueron vendidos para solventar las deudas de su equipo, por lo que fue vendido al Portsmouth Football Club por una suma que ascendería a £1.5 millones. En este club logró marcar 18 goles en su primera temporada volviendo a dar otra vez la gran sorpresa, dando así grandes muestras del gran futuro que iba a tener.

### Aston Villa
En marzo de 2002, el Aston Villa hizo una exitosa transacción con el Portsmouth por Crouch. Marcó en su debut en casa para el Aston Villa, el gol del empate contra el Newcastle United, y llegó a marcar dos goles en 7 partidos. Sin embargo, Crouch no pudo mantener un lugar en el equipo de Aston Villa en la temporada 2002-2003. Buscando minutos en el primer equipo, fue cedido al Norwich City, de septiembre a diciembre de 2003. A pesar de que anotó sólo cuatro veces en 15 partidos, jugó bastante bien y sigue siendo recordado entre los aficionados del Norwich City. Crouch fue expulsado en la victoria por 3-1 de Norwich sobre Walsall, siendo esta su primera expulsión.
Al final del préstamo de tres meses regresó a Aston Villa, y anotó varios dobletes, contra Leicester City, Middlesbrough, Bolton y Norwich City, su pasado club. Cuando entró como sustituto ante Southampton esa misma tarde, la hinchada local le dio una muy buena acogida. Aston Villa vendió a Crouch en julio de 2004 a Southampton por un precio de 2,5 millones de libras esterlinas. Crouch firmó un contrato de 4 años con el Southampton. Anotó sólo 6 goles en 37 partidos para Aston Villa en la Premier League.

### Southampton
A pesar de ser un principio de respaldo a los huelguistas primera elección James Beattie y Kevin Phillips, Crouch se convirtió en el principal foco de ataque del equipo de Southampton junto con Harry Redknapp. Él anotó muchos goles claves en la lucha por no descender, incluyendo goles memorables contra el Liverpool en la victoria por 2-0 en casa, el Arsenal en un empate 1-1 en casa y 2 golazos al Middlesbrough en la victoria por 3-1. También anotó de penal contra su ex club Portsmouth que lo dejó fuera de la FA Cup. Su cuota goleadora dio lugar a él de recibir su primera llamada a la Selección de Inglaterra. Después de anotar 16 goles en 33 apariciones durante la 2003-2004, su futuro fue puesta en duda cuando Southampton fueron relegados de la Premier League. El 19 de julio de 2005, Southampton acordó vender Crouch por £ 7 millones a Liverpool Football Club, en un contrato de cuatro años.

### Liverpool

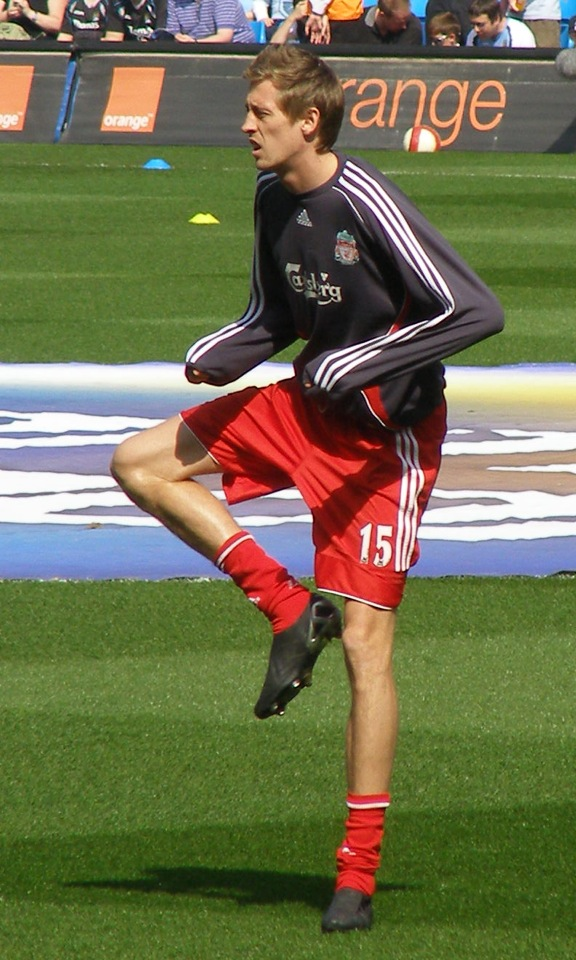
Crouch calentamiento para el Liverpool en abril de 2007

Crouch sufrió una intensa crítica de los medios debido a una sequía de goles durante sus primeros meses en el Liverpool. Durante 19 juegos, que abarca cuatro meses, fue incapaz de marcar. Crouch fue elogiado por otras facetas de su juego, como su contacto con el balón.
La sequía por fin terminó el 3 de diciembre de 2005, cuando le marcó al Wigan Athletic. Aunque este primer gol fue dada originalmente como un autogol, que más tarde fue otorgado a Crouch en apelación; pasó a marcar un segundo gol en el mismo juego. Antes de estos goles, Crouch había jugado más de 24 horas de fútbol de Liverpool sin anotar. Además de esto, también tuvo que lidiar con las burlas desagradables de las multitudes en partidos, como lo había hecho en toda su carrera futbolística, que a menudo cantaba "loco" en él debido a su altura inusual. Luego pasó a marcar varios goles esa temporada, incluyendo el único gol en la quinta ronda del Copa FA contra Manchester United, primera victoria del Liverpool sobre "Los Diablos Rojos" en la FA Cup. El 13 de mayo, ayudó a Liverpool a ganar la FA Cup contra West Ham, proporcionando una importante asistencia de Steven Gerrard para marcar el segundo gol.
Tres meses más tarde, en el partido inaugural de la temporada 2006-2007, marcó el gol de la victoria para el Liverpool en la victoria por 2-1 del club sobre Chelsea. En la Liga de Campeones de la UEFA 2006-07 marcó sus primeros goles en la competición europea. El 13 de enero de 2007, que marcó dos goles en un partido fuera de casa contra el Watford, la primera vez que había marcado dos goles en un partido de la liga en el Liverpool. Crouch sufrió una fractura nasal cuando se jugaba contra Sheffield United en febrero de 2007. A pesar de que jugó en algunos juegos posteriores, el 9 de marzo de 2007 se anunció que iba a someterse a una cirugía en la lesión que lo mantendría fuera del fútbol durante un mes. El 31 de marzo, volvió a la acción después de la operación y anotó el primer hat-trick de su carrera en el club, contra Arsenal en una victoria de 4-1. Este fue también el llamado Hat-trick perfecto, que consta de goles marcados de su pie derecho, pie izquierdo y de cabeza.
Más tarde participó en la Liga de Campeones de la UEFA 2006-07, luego de entrar como sustituto de Javier Mascherano. Liverpool fue derrotado 2 a 1 en la Final por el Milan en Atenas.
Al inicio de la temporada 2007-2008 que tuvo pocas oportunidades de jugar para el Liverpool debido a la llegada de otros delanteros como Fernando Torres, pero consiguió anotar contra Toulouse en una fase de clasificación de la Liga de Campeones en agosto, su octavo gol en sus últimos diez partidos en que la competencia, y luego también anotando el primer y último gol de un 8-0, victoria sobre Beşiktaş en la primera ronda de la Liga de Campeones en noviembre. Este partido es ahora el más alto margen por el que un equipo ha ganado en la Liga de Campeones. El 19 de diciembre, Crouch fue expulsado en los cuartos de final de la Copa de la Liga, recibiendo una tarjeta roja directa por una falta sobre el jugador de Chelsea John Obi Mikel. En abril, marcó un gol vital en el empate 1-1 ante el Arsenal, para ayudar a mantener la cuarta posición contra su rival Everton.

### Vuelta a Portsmouth
El 7 de julio de 2008, se anunció que Crouch había acordado verbalmente a unirse a su antiguo club de Portsmouth en un acuerdo valorado en hasta £11 millones. Crouch pasó el reconocimiento médico al día siguiente, y, el 11 de julio, la transferencia de Crouch fue presentado oficialmente en una conferencia de prensa de Portsmouth. Portsmouth pagó £ 9 millones, con un máximo de 2 millones de £ a añadir depende de diversos objetivos que se alcanzaron. Le dieron la camiseta número 9 por el mánager Harry Redknapp, que él había usado con anterioridad durante su primera etapa en el club. El 30 de agosto de 2008 Crouch anotó su primer gol desde su regreso a Portsmouth en su tercera aparición de la Premier League, contra el Everton en Goodison Park.
Al igual que con su primera gol de Liverpool había un grado de incertidumbre en cuanto a si se acredita el gol a Crouch o a Jeramain Defoe. El 3 de septiembre se confirmó que el gol sería acreditado oficialmente a Crouch y no a Defoe. Crouch luego pasó a producir neto su primer gol en el Fratton Park tierra de casa de Portsmouth en la Premier League contra el Tottenham Hotspur el 28 de septiembre. El 2 de octubre de 2008 Crouch anotó dos goles en la prórroga en una victoria contra Vitória Guimarães por la Copa de la UEFA para ayudar a Portsmouth alcanzar la fase de grupos de Copa de la UEFA 2008-09.

### Regreso al Tottenham Hotspur

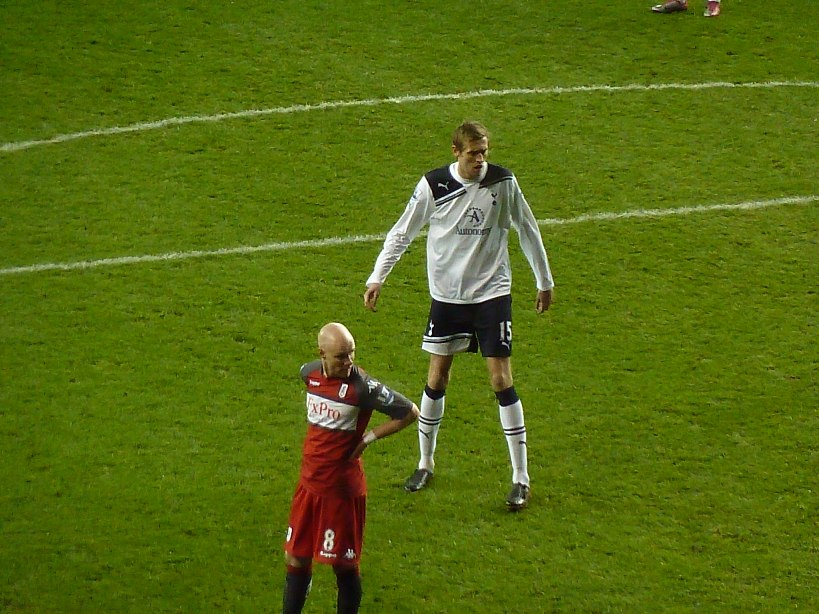
Crouch jugando para los Spurs contra Fulham en enero de 2011

El 27 de julio de 2009, Tottenham Hotspur anunció la firma de Crouch desde Portsmouth por un precio de 10,5 millones de libras esterlinas, en un contrato de cinco años.
Crouch hizo su debut con los Spurs en un amistoso de pretemporada contra el Olympiakos, y entró como suplente en la apertura de la temporada del Tottenham en la liga ante el Liverpool.
Anotó su primer gol con el Tottenham, en la Copa de la Liga en la eliminatoria contra el Doncaster en la victoria por 5-1 el 26 de agosto de 2009. Volvió a marcar en su próximo partido, la apertura de su cuenta particular en liga con los Spurs con un gol en la victoria por 2-1 en casa contra el Birmingham City. El 23 septiembre de ese mismo año, Crouch anotó su primer triplete de los Spurs en un 1-5 ante el Preston North End. El 5 de mayo de 2010, su gol contra Manchester City le dio una plaza a los Spurs para La disputar la UEFA Champions League y sería la primera temporada que el Tottenham disputaría esta competición europea con este nombre, ya que la última vez que jugaron en la máxima competición europea aún tenía el nombre de Copa de Europa.
El 25 de agosto de 2010, que marcó un triplete en la White Hart Lane contra Young Boys para que el Tottenham ganara y logre para llegar a la fase de grupos de la UEFA Champions League. El 15 de febrero de 2011, Crouch anotó el gol del triunfo en la ida de los octavos de final de la UEFA Champions League ante el AC Milan, único gol de los Spurs y que les sirvió para clasificarse a la siguiente ronda. En los cuartos de final se enfrentaron ante el Real Madrid, perdiendo el primer partido por 4-0, en este partido fue expulsado a los 14 minutos después de recibir dos tarjetas amarillas haciendo que se perdiera el partido de vuelta en Tottenham Hotspur Stadium.

### Stoke City

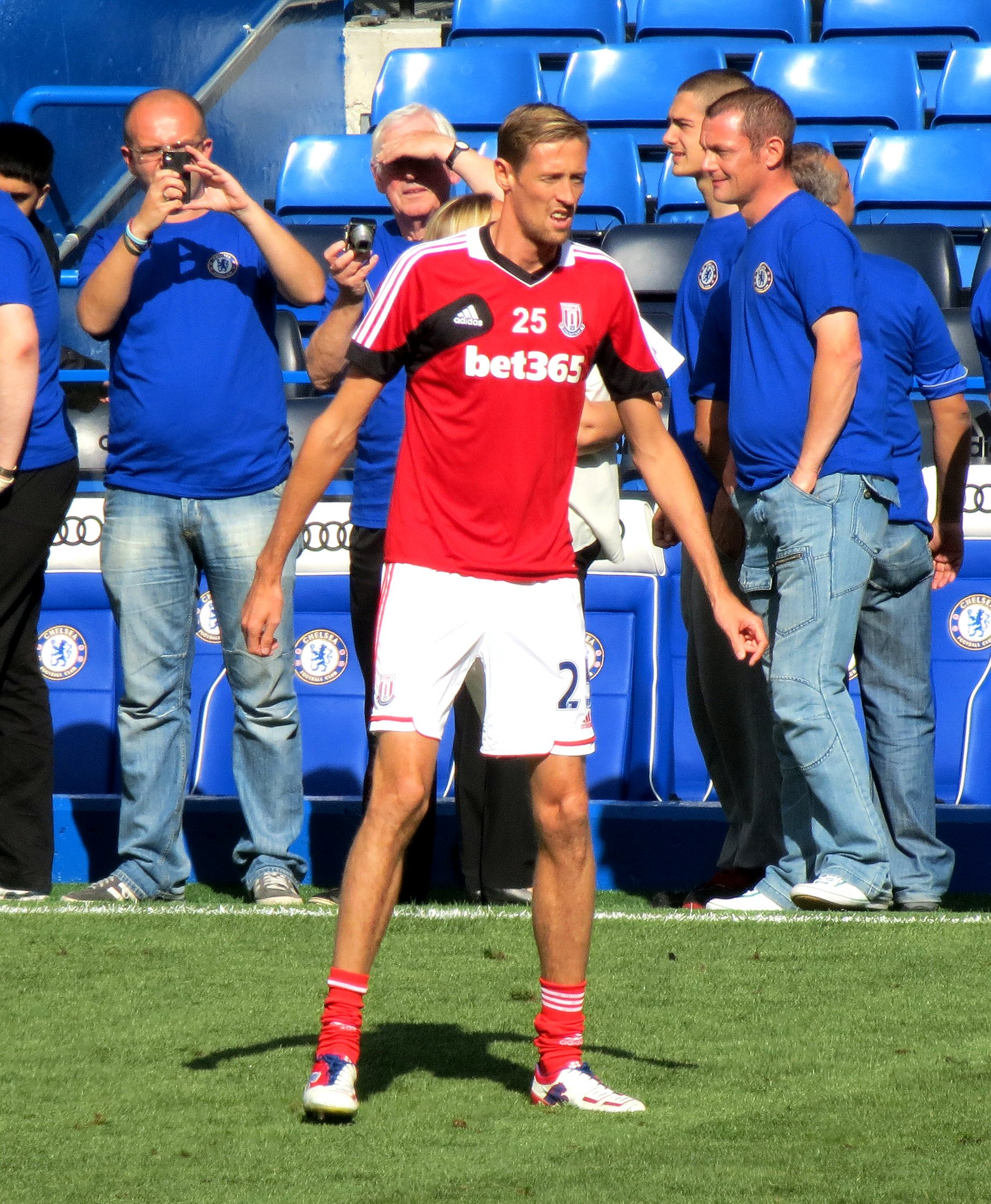
Peter Crouch en Stamford Bridge, septiembre de 2012

El 31 de agosto de 2011, Stoke City anunció el fichaje de Crouch procedente del Tottenham por un precio récord del club £ de 11,3 millones, que podría elevarse a 12 millones de £ en un contrato de cuatro años. Hablando después de sellar su pase a la Britannia Stadium, Crouch reveló que su excompañero, en el Tottenham, y colega Jonathan Woodgate fue una gran influencia sobre su decisión de unirse al Stoke.
Hizo su debut con el Stoke City en la victoria por 1-0 ante el Liverpool el 10 de septiembre de 2011.
Anotó su primer gol para el "Potter" en el empate 1-1 contra el Manchester United. Su segundo gol fue en el siguiente partido contra el Beşiktaş en la UEFA Europa League.
Crouch empezó a anotar una racha de partidos contra el Arsenal, Maccabi Tel Aviv en el Blackburn Rovers y Wolverhampton Wanderers antes de perderse los partidos de época de Navidad después de sufrir de un virus.
El 2 de enero de 2012 contra el Blackburn, Crouch marcó los dos goles en la victoria por 2-1.
Al finalizar el curso, Crouch ganó el premio al jugador del año en el club de la temporada 2011-2012.
Crouch comenzó la temporada 2012-2013 marcando cinco goles en siete partidos, contra Swindon Town, Wigan Athletic, Manchester City y un doblete contra Swansea City. Él perdió varios dientes después de ser pateado accidentalmente en la boca por Fabricio Coloccini en un partido contra el Newcastle United el 28 de noviembre de 2012 y como resultado tuvo que someterse a una cirugía correctiva. A continuación, pasó tres meses sin anotar.
Volvió al gol contra el Wigan Athletic el 29 de enero de 2013. Él anotó en la última jornada de la temporada contra Southampton cuando terminó la temporada 2012-2013 con ocho goles y Stoke terminó en 13.ª posición.
Mark Hughes reemplaza a Tony Pulis como entrenador en mayo de 2013 y a pesar de perder los dos primeros partidos de la temporada 2013-2014, Hughes mandó a Crouch al banquillo. Él volvió jugar el 26 de octubre de 2013 y anotó en la derrota por 3-2 ante el Manchester United. Crouch conservó su lugar en el equipo por el resto de la temporada de 2013-2014, donde terminó como máximo goleador con 10 en 38 apariciones y el Stoke terminó en noveno lugar.
Crouch anotó sus primeros goles de la temporada 2014-2015 en septiembre de 2014 contra Queens Park Rangers y Newcastle United. En octubre de 2014 Crouch dijo que le gustaría quedarse en el Estadio Britannia para el resto de su carrera. El 29 de octubre de 2014, Crouch entró como suplente en la Copa de la Liga en la derrota de Stoke contra Southampton; 15 minutos más tarde fue expulsado por dos tarjetas amarillas en un tiempo de diferencia de dos minutos entre una tarjeta y otra. El 6 de diciembre, anotó a los 19 segundos de haber comenzado el encuentro contra el Arsenal en una eventual victoria de 3-2, semana más tarde, en su partido número 600 en el fútbol Inglés, Crouch anotó el gol del empate en el empate 1-1 ante el Crystal Palace. Crouch firmó una extensión de contrato de dos años, en enero de 2015.
El 28 de febrero de 2015, Crouch anotó el gol de la victoria en Stoke 1-0 frente al Hull City, igualando al récord de Alan Shearer de 46 goles de cabeza en la Premier League. Superó este récord el 24 de mayo con un cabezazo cinco minutos después de entrar como sustituto en el triunfo por 6-1 en casa sobre el exequipo de Liverpool en el último partido de Stoke de la temporada. Y a día de hoy este peculiar récord sigue siendo suyo.
El 1 de febrero de 2017 logró llegar a los 100 goles oficiales en la Premier League en el partido que acabó en empate a 1 ante el Everton. De esta manera se convirtió en el futbolista con más edad en llegar a anotar 100 goles en la máxima categoría del fútbol inglés (36 años y 2 días).

### Burnley
El 31 de enero de 2019, el Burnley F.C. hizo oficial su fichaje hasta final de temporada. Jugó 6 encuentros con el Burnley, siendo liberado del club al término de la temporada.
Su primer partido con "The Clarets" fue el 2 de febrero ante el Southampton FC, el resultado de este encuentro fue de 1-1.
El 12 de mayo de 2019 jugó su último partido como futbolista profesional en la derrota por 1-3 ante el Arsenal en Turf Moor.

### Retirada
El 12 de julio de 2019 hizo oficial su retirada como futbolista profesional a los 38 años de edad.

## Selección nacional

### Selecciones juveniles
Crouch fue convocado para la Inglaterra sub-20 para disputar el Mundial sub-20 de 1999 de la FIFA, con compañeros de equipo, como Stuart Taylor, Ashley Cole, Andrew Johnson y Matthew Etherington. Sin embargo, el equipo acabó último en la fase de grupos, con tres derrotas y sin haber marcado ningún gol. Más tarde formó parte de la Selección Inglesa sub-21, selección dirigida por David Platt, que jugó el Campeonato de Europa sub-21, realizado en Suiza en mayo de 2002, donde marcó un gol, contra la selección de fútbol de Suiza.

### Selección absoluta
En mayo de 2005 entró en su primera convocatoria para la selección absoluta de Inglaterra por el entrenador Sven-Göran Eriksson para la gira del equipo en Estados Unidos, haciendo su debut contra Colombia. Luego hizo dos apariciones durante la Clasificación de UEFA para la Copa Mundial de Fútbol de 2006 para Inglaterra: la primera contra la Austria en la victoria por 1-0 (saliendo desde el banquillo) y la segunda contra Polonia en la victoria 1-2.
El 1 de marzo de 2006 marcó su primer gol con Inglaterra, anotando el gol del empate en un partido amistoso que terminó 2-1 ante Uruguay.
En mayo de 2006 Crouch fue incluido en la lista de 23 hombres en la convocatoria para el Copa Mundial de la FIFA 2006, y se esperaba que fuese una figura importante en el equipo debido a que Wayne Rooney tuvo una lesión en el pie. El 30 de mayo se jugó en un amistoso antes de la Copa Mundial contra Hungría, anotando el tercer gol en la victoria por 3-1 de Inglaterra. Su gol fue celebrado con un inusual festejo, un baile robótico. El 3 de junio volvió a jugar para Inglaterra en otro amistoso contra Jamaica, anotando un hat-trick. En medio de sus goles (el segundo y tercero) tomó un penalti con la esperanza de ganar un triplete, pero mando la pelota arriba del travesaño, pero más tarde Crouch logró asegurar su triplete tras una victoria contundente de 6-0.

#### Copa del Mundo 2006
Después de sus exhibiciones en los amistosos de Inglaterra, Crouch se asoció con Michael Owen en el ataque para la Mundial del 2006 en el partido contra Paraguay el 10 de junio de 2006. Inglaterra ganó el encuentro por 1-0 y Crouch no consiguió marcar pero mantuvo su lugar en la alineación inicial para el siguiente partido contra la Trinidad y Tobago, selección a la que anotó su primer gol internacional en un partido de competición.
El tercer partido de la fase de grupos ante Suecia y el encuentro de los octavos de final ante Ecuador, Crouch no jugó ni un minuto.
En los cuartos de final contra Portugal salió en el minuto 65 sustituyendo a Joe Cole, partido que acabarían perdiendo los ingleses en los penaltis.

#### Eurocopa 2008
Crouch seguía siendo una parte importante de Inglaterra bajo la dirección técnica del nuevo seleccionador Steve McClaren. Y disputó el primer partido de McClaren a cargo, en un amistoso contra Grecia en agosto de 2006 y anotó dos goles en la victoria por 4-0 de Inglaterra. Marcó otro doblete en el siguiente partido de Inglaterra, en la victoria por 5-0 ante Andorra en un partido de clasificación para la Eurocopa 2008 el 2 de septiembre de 2006. Crouch fue el primer jugador en llegar anotar diez goles para Inglaterra en un solo año.
Se agregó un gol más a su cuenta goleadora en la victoria por 1-0 de Inglaterra sobre Macedonia el 6 de septiembre por la clasificación a la Eurocopa. Una operación en la nariz que sufrió jugando con el Liverpool le impidió jugar en dos partidos con Inglaterra en marzo de 2007.
Crouch fue el máximo goleador de Inglaterra en la fase de clasificación con cinco goles, pero esto no impidió que Inglaterra terminara tercero en su grupo y de no avanzar a la fase final del campeonato europeo.

#### Era Fabio Capello
El 1 de abril de 2009, Crouch hizo su primer partido bajo las órdenes de Fabio Capello, ante Ucrania marcando el primer gol de Inglaterra en la victoria por 2-1.

#### Copa del Mundo 2010
Crouch fue convocado en la lista de 23 jugadores de Capello para la Copa del Mundo 2010 y jugó con el dorsal número 9. Él entró como sustituto de la Emile Heskey en el primer partido de Inglaterra contra los Estados Unidos y también salió del banquillo para sustituir a Gareth Barry en el siguiente partido contra Argelia. Crouch no participó en el último partido de la fase de grupos con Eslovenia ni de la derrota por 4-1 ante Alemania en los octavos de final.

#### Carrera con la selección post-Mundial
Crouch entró como sustituto en el amistoso contra Francia por el lesionado Steven Gerrard, el 17 de noviembre de 2010. Marcó rápidamente de un saque de esquina de Ashley Young para poner el marcador 1-2 y este ha sido su último partido con Inglaterra.

### Participaciones en Copas del Mundo
| Copa              | Sede      | Resultado        | Partidos | Goles |
| ----------------- | --------- | ---------------- | -------- | ----- |
| Copa Mundial 2006 | Alemania  | Cuartos de final | 4        | 1     |
| Copa Mundial 2010 | Sudáfrica | Octavos de final | 2        | 0     |

## Estadísticas

### Clubes
| Club | Div.          | Temporada     | Liga  | Liga  | FA Cup | FA Cup | Copa de la Liga | Copa de la Liga | Torneos internacionales(1) | Torneos internacionales(1) | Otros(2) | Otros(2) | Total | Total | Media goleadora |
| Club | Div.          | Temporada     | Part. | Goles | Part.  | Goles  | Part.           | Goles           | Part.                      | Goles                      | Part.    | Goles    | Part. | Goles | Media goleadora |
| --- | ------------- | ------------- | ----- | ----- | ------ | ------ | --------------- | --------------- | -------------------------- | -------------------------- | -------- | -------- | ----- | ----- | --------------- |
| Dulwich Hamlet F. C. Inglaterra | 6.ª           | 1999-00       | 6     | 1     | —      | —      | —               | —               | —                          | —                          | —        | —        | 6     | 1     | 0.17            |
| IFK Hässleholm · Suecia | 2.ª           | 2000          | 8     | 3     | —      | —      | —               | —               | —                          | —                          | —        | —        | 8     | 3     | 0.38            |
| Queens Park Rangers F. C. Inglaterra | 2.ª           | 2000-01       | 42    | 10    | 3      | 2      | 2               | 0               | —                          | —                          | —        | —        | 47    | 12    | 0.26            |
| Portsmouth F. C. Inglaterra | 2.ª           | 2001-02       | 37    | 18    | 1      | 0      | 1               | 1               | —                          | —                          | —        | —        | 39    | 19    | 0.49            |
| Aston Villa F. C. Inglaterra | 1.ª           | 2001-02       | 7     | 2     | —      | —      | —               | —               | —                          | —                          | —        | —        | 7     | 2     | 0.29            |
| Aston Villa F. C. Inglaterra | 1.ª           | 2002-03       | 14    | 0     | 0      | 0      | 0               | 0               | 4                          | 0                          | —        | —        | 18    | 0     | 0,00            |
| Aston Villa F. C. Inglaterra | 1.ª           | 2003-04       | 16    | 4     | 0      | 0      | 2               | 0               | —                          | —                          | —        | —        | 18    | 4     | 0.22            |
| Aston Villa F. C. Inglaterra | Total club    | Total club    | 37    | 6     | 0      | 0      | 2               | 0               | 4                          | 0                          | —        | —        | 43    | 6     | 0.14            |
| Norwich City F. C. Inglaterra | 2.ª           | 2003-04       | 15    | 4     | —      | —      | —               | —               | —                          | —                          | —        | —        | 15    | 4     | 0.27            |
| Southampton F. C. Inglaterra | 1.ª           | 2004-05       | 27    | 12    | 5      | 4      | 1               | 0               | —                          | —                          | —        | —        | 33    | 16    | 0.48            |
| Liverpool F. C. Inglaterra | 1.ª           | 2005-06       | 32    | 8     | 6      | 3      | 1               | 0               | 8                          | 0                          | 2        | 2        | 49    | 13    | 0.27            |
| Liverpool F. C. Inglaterra | 1.ª           | 2006-07       | 32    | 9     | 1      | 0      | 1               | 1               | 14                         | 7                          | 1        | 1        | 49    | 18    | 0.37            |
| Liverpool F. C. Inglaterra | 1.ª           | 2007-08       | 21    | 5     | 4      | 2      | 3               | 0               | 8                          | 4                          | —        | —        | 36    | 11    | 0.31            |
| Liverpool F. C. Inglaterra | Total club    | Total club    | 85    | 22    | 11     | 5      | 5               | 1               | 30                         | 11                         | 3        | 3        | 134   | 42    | 0.31            |
| Portsmouth F. C. Inglaterra | 1.ª           | 2008-09       | 38    | 11    | 3      | 1      | 1               | 0               | 6                          | 4                          | 1        | 0        | 49    | 16    | 0.33            |
| Portsmouth F. C. Inglaterra | Total club    | Total club    | 75    | 29    | 4      | 1      | 2               | 1               | 6                          | 4                          | 1        | 0        | 88    | 35    | 0.4             |
| Tottenham Hotspur F. C. Inglaterra | 1.ª           | 2009-10       | 38    | 8     | 6      | 1      | 3               | 4               | —                          | —                          | —        | —        | 47    | 13    | 0.28            |
| Tottenham Hotspur F. C. Inglaterra | 1.ª           | 2010-11       | 34    | 4     | 1      | 0      | 0               | 0               | 10                         | 7                          | —        | —        | 45    | 11    | 0.24            |
| Tottenham Hotspur F. C. Inglaterra | 1.ª           | 2011-12       | 1     | 0     | —      | —      | —               | —               | 0                          | 0                          | —        | —        | 1     | 0     | 0,00            |
| Tottenham Hotspur F. C. Inglaterra | Total club    | Total club    | 73    | 12    | 7      | 1      | 3               | 4               | 10                         | 7                          | —        | —        | 93    | 24    | 0.26            |
| Stoke City F. C. Inglaterra | 1.ª           | 2011-12       | 32    | 10    | 3      | 2      | 2               | 0               | 3                          | 2                          | —        | —        | 40    | 14    | 0.35            |
| Stoke City F. C. Inglaterra | 1.ª           | 2012-13       | 34    | 7     | 3      | 0      | 1               | 1               | —                          | —                          | —        | —        | 38    | 8     | 0.21            |
| Stoke City F. C. Inglaterra | 1.ª           | 2013-14       | 34    | 8     | 1      | 0      | 3               | 2               | —                          | —                          | —        | —        | 38    | 10    | 0.26            |
| Stoke City F. C. Inglaterra | 1.ª           | 2014-15       | 33    | 8     | 2      | 1      | 3               | 1               | —                          | —                          | —        | —        | 38    | 10    | 0.26            |
| Stoke City F. C. Inglaterra | 1.ª           | 2015-16       | 11    | 0     | 2      | 1      | 5               | 1               | —                          | —                          | —        | —        | 18    | 2     | 0.11            |
| Stoke City F. C. Inglaterra | 1.ª           | 2016-17       | 27    | 7     | 1      | 0      | 1               | 3               | —                          | —                          | —        | —        | 29    | 10    | 0.34            |
| Stoke City F. C. Inglaterra | 1.ª           | 2017-18       | 31    | 5     | 1      | 0      | 2               | 1               | —                          | —                          | —        | —        | 34    | 6     | 0.18            |
| Stoke City F. C. Inglaterra | 2.ª           | 2018-19       | 23    | 1     | 2      | 1      | 1               | 0               | —                          | —                          | —        | —        | 26    | 2     | 0.08            |
| Stoke City F. C. Inglaterra | Total club    | Total club    | 225   | 46    | 15     | 5      | 18              | 9               | 3                          | 2                          | —        | —        | 261   | 62    | 0.24            |
| Stoke City F. C. U23 Inglaterra | —             | 2016-17       | —     | —     | —      | —      | —               | —               | —                          | —                          | 1        | 0        | 1     | 0     | 0,00            |
| Burnley F. C. Inglaterra | 1.ª           | 2018-19       | 6     | 0     | —      | —      | —               | —               | —                          | —                          | —        | —        | 6     | 0     | 0,00            |
| Total carrera | Total carrera | Total carrera | 599   | 145   | 45     | 18     | 33              | 15              | 53                         | 24                         | 5        | 3        | 735   | 205   | 0.28            |
| (1) Incluye datos Copa Intertoto (2002), Liga de Campeones (2005-06, 2006-07, 2007-08, 2010-11), Copa de la UEFA (2008-09) y Liga Europa (2011-12). (2) Incluye datos de la Copa Mundial de Clubes (2005), Community Shield (2006, 2008) y EFL Trophy (2017-18). |               |               |       |       |        |        |                 |                 |                            |                            |          |          |       |       |                 |

### Selección nacional
| Selección           | Año   | Partidos | Goles |
| ------------------- | ----- | -------- | ----- |
| Absoluta Inglaterra | 2005  | 4        | 0     |
| Absoluta Inglaterra | 2006  | 12       | 11    |
| Absoluta Inglaterra | 2007  | 8        | 3     |
| Absoluta Inglaterra | 2008  | 6        | 0     |
| Absoluta Inglaterra | 2009  | 6        | 4     |
| Absoluta Inglaterra | 2010  | 6        | 4     |
| Total               | Total | 42       | 22    |

## Palmarés

### Campeonatos nacionales
| Título                         | Club               | País       | Año  |
| ------------------------------ | ------------------ | ---------- | ---- |
| Football League First Division | Norwich City F. C. | Inglaterra | 2004 |
| FA Cup                         | Liverpool F. C.    | Inglaterra | 2006 |
| Community Shield               | Liverpool F. C.    | Inglaterra | 2006 |

### Distinciones individuales
| Distinción                                                  | Año  |
| ----------------------------------------------------------- | ---- |
| Mejor jugador del Queens Park Rangers F. C. de la temporada | 2001 |
| Mejor jugador del Portsmouth F. C. en la temporada          | 2002 |
| Mejor jugador del Stoke City F. C. en la temporada          | 2012 |
| Mejor gol del Stoke City F. C. de la temporada              | 2012 |

## Vida personal
Crouch y la modelo Abbey Clancy se casaron el 30 de junio de 2011. Juntos tienen dos hijos y dos hijas, Sophia Ruby (nacida en marzo de 2011), Liberty Rose (nacida en junio de 2015), Johnny (nacido en enero de 2018) y Jack (nacido en junio de 2019).
En agosto de 2012, Crouch fue declarado culpable por conducir a alta velocidad y en noviembre de 2012 se le ordenó pagar una multa de 1000 libras esterlinas. El 16 de octubre de 2012, a Crouch se le prohibió circular por seis meses.
Crouch lanzó su autobiografía en 2007, titulada Walking Tall – My Story.  Su segundo libro, How to be a Footballer, fue lanzado en 2018. En otoño de 2018, las primeras temporadas de That Peter Crouch Podcast fueron emitidas, un pódcast en el que Crouch (aún a día de hoy) esta trabajando. El 17 de octubre de 2019 publicó la segunda parte de How to be a Footballer.